# Калахан (окръг, Тексас)
Окръг Калахан (на английски: Callahan County) е окръг в щата Тексас, Съединени американски щати. Площта му е 2334 km², а населението - 12 905 души (2000). Административен център е град Беърд.